# ۴۱۵ (پیش از میلاد)
۴۱۵ (پیش از میلاد) ۴۱۵مین سال قبل از تقویم میلادی است.